# John Bagnell Bury
John Bagnell Bury, född 16 oktober 1861 i grevskapet Monaghan, Irland, död 1 juni 1927 i Rom, var en engelsk historiker. Han är känd som J.B. Bury.
Bury blev 1902 professor i nyare tidens historia i Cambridge, fastän hans forskningar huvudsakligen faller inom senantik och medeltida historia.
Bland hans skrifter finns en kommenterad utgåva av Edward Gibbons The History of the Decline and Fall of the Roman Empire (7 band, 1876-1900).